# Phases (mouvement artistique)
Phases est d'abord le nom de la revue fondée par le poète et critique Édouard Jaguer et sa femme Anne Ethuin. C'est autour de cette revue, éditée de 1954 à 1975, que se constitue le mouvement.
Le mouvement Phases, ou Phases convertisseur d’énergie, est un mouvement de réflexion et d’expression artistique né dans les années 1950 en France, et rassemblant un groupe élargi de peintres, poètes et écrivains européens et latino-américains.

## Genèse
Le mouvement Phases est le dernier-né des revues et groupes successifs auxquels a collaboré ou appartenu son fondateur, Édouard Jaguer: la publication collective de "La main à la plume", représentant le surréalisme sous l'Occupation; la revue "La Révolution la nuit" du poète Yves Bonnefoy; la revue "Les Deux Sœurs" de Christian Dotremont; l'éphémère mouvement du "Surréalisme Révolutionnaire" de Christian Dotremont et Noël Arnaud, prônant l'impossible union entre partis communistes et surréalisme; le mouvement et la revue Cobra; enfin, la revue Rixes, dont Edouard Jaguer fut l'un des fondateurs et directeurs.
En 1951, ces deux revues européennes, Cobra (fondée en 1948) et Rixes (fondée en 1949), nées de la rencontre du surréalisme et de l’abstraction lyrique, consacrées à l’exaltation des nouvelles formes d’expression libre, éditent leurs derniers numéros. Leur disparition inspire un regroupement au dessinateur et poète Édouard Jaguer.
Dans le respect de la tradition du Surréalisme commune aux deux revues, Édouard Jaguer envisage, dès 1952, la mise en route d’un programme d’édition et d’expositions réunissant les différents groupes ou mouvements disséminés en Europe Occidentale, en Égypte, au Japon, en Amérique du Nord et en Amérique du Sud. En Belgique où Phases s'implante dès 1956 sous l'impulsion du peintre et poète Jacques Lacomblez, sont organisées deux expositions au musée d'Ixelles (Bruxelles) en 1964 puis en 1974 et une autre au musée de Mons intitulée « Phases belgiques - courant continu » en 1990.

### La revuePhases

revue Phases, deuxième série n1, Umberto Mariani

Parallèlement à ces manifestations naît la revue Phases.
Son premier numéro paraît en janvier 1954 et son titre ne tarde pas à désigner l’ensemble des peintres et écrivains participant aux expositions ou à la rédaction de cette nouvelle revue et des revues amies. En 1953, des expositions sont organisées en France comme à l’étranger. Cette activité provoque dans certains pays la naissance de revues nouvelles étroitement liées à Phases : ainsi Salamander à Malmö, en 1955 ; Il Gesto à Milan, en 1956, sous la direction d’Enrico Baj et Sergio Dangelo; Edda à Bruxelles, sous la direction de Jacques Lacomblez, en 1958 ; Boa à Buenos-Aires, en 1958, sous la direction de Julio Llinas ; Documento-Sud à Naples, sous la direction de Guido Biasi.
Tant sur le plan poétique que sur le plan pictural, Phases et les publications qui s’en inspirent attirent l’attention de certaines œuvres oubliées ou méconnues des pionniers du dadaïsme, de l’abstraction, du futurisme... Certains peintres, collaborateurs de la première heure de Phases, tels qu’Alechinsky, Camille Bryen, Corneille, Claude Georges, K. O. Götz,Asger Jorn, François Arnal, etc., sont aujourd’hui reconnus comme des chefs de file. Il en est de même en Italie avec Enrico Baj, Giuseppe Capogrossi, Lucio Fontana, Gianni Dova, Emilio Scanavino, Sergio Dangelo, Umberto Mariani. Chaque numéro de ces revues se veut une preuve concrète de la continuité de l’avant-garde, selon des principes généraux qui demeurent à peu près constants depuis l’époque de La Révolution surréaliste.

## Collaborations et divergences
À partir de 1959, la collaboration avec le mouvement surréaliste se fait de plus en plus fréquente et étroite, à la suite de la rencontre entre André Breton et Jacques Lacomblez en 1958 qui accélère le processus. De nombreux artistes de Phases participeront à l'exposition internationale de New-York, à la galerie D'Arcy, en 1960, intitulée « Le Domaine des Enchanteurs ». Cette importante exposition a été montée par Marcel Duchamp et Claude Tarnaud à New-York et par André Breton et Edouard Jaguer depuis Paris.
Le 30 mars 1960, Jean-Jacques Lebel publie dans la revue Arts un article sous-entendant que « la jeunesse des pères spirituels n’était pas éternelle. » Il s’ensuit une mise au point des membres du groupe surréaliste et des « phasistes », le 14 avril 1960, qui s’étonnent de cette déclaration de Lebel ainsi que de sa volonté d’associer le nom Phases « aux stupéfiantes élucubrations qui encadrent sa photographie ». Le différend s’amplifie entre, d'un côté, les surréalistes joints aux phasistes, et de l'autre, Lebel, quand ce dernier organise les manifestations de l’Anti-procès, prenant position contre la guerre d'Algérie et contre la torture, manifestations coproduites par Lebel et Alain Jouffroy.
Les participants à ces manifestations affirment notamment que « tout créateur est, jusqu’à nouvel ordre un insoumis. » Les surréalistes et les membres de Phases ripostent par le tract Tir de barrage le 28 mai 1960, tract où ils affirment que leur éthique n’est en rien « policière » contrairement à ce qu’avancent Jouffroy et Lebel. Dans ce tract, signé de nombreux peintres, notamment par Paul Revel, les Phasistes définissent leur mouvement :
« le rôle d’un mouvement comme « Phases » demeure plus que jamais celui d’un convertisseur d’énergie, dont la tâche essentielle consiste à capter les échos de forces éparses et à les diffuser de telle façon que leur nécessaire anarchie native se fonde dans un courant d’idées. »
Le 1er septembre 1960, les membres du mouvement surréaliste et ceux du mouvement Phases, entre autres, signent la Déclaration sur le droit à l’insoumission dans la guerre d'Algérie, plus connu sous l’appellation « Manifeste des 121 ». Ce texte a été rédigé au début du mois de juillet 1960. Après le 1er septembre la liste des signatures reste ouverte. La deuxième publication du 27 octobre 1960 est cosignée par 246 personnalités.
En 1963, des divergences apparaissent entre les membres de Phases et certains surréalistes à propos du Pop art. Du 30 janvier au 15 mars, dans le cadre des manifestations de Phases, la galerie du Ranelagh (Paris) organise l’exposition intitulée « Vues imprenables ». Cette exposition réunit divers artistes dont James Rosenquist, un des promoteurs du Pop art, ou Hervé Télémaque. Elle entraîne un débat théorique sur l’attitude à adopter face à l’offensive que représente le Pop Art. Rapidement, les membres de Phases déclarent y déceler une « composante d’acceptation de la société telle qu’elle est, incompatible avec [leurs] propres aspirations7. » Des divergences importantes apparaîtront dès lors entre le mouvement Phases et certains éléments du groupe surréaliste à Paris quant à leur attitude vis-à-vis du Pop Art. Ces divergences persistant et des problèmes d'ordre personnel de Simone et Edouard Jaguer envers certains membres du Mouvement surréaliste étant apparus, l’alliance organique entre les deux mouvements se voit rompue « de facto ».
Le dernier numéro de la deuxième série de la revue Phases paraît en 1975. Les artistes et écrivains Rikki et Guy Ducornet y ont participé activement. Après cette date, le mouvement Phases se prolonge néanmoins, notamment avec l’exposition du centre culturel Noroit à Arras en 2000 ayant pour titre « Le Mouvement Phases de 1952 à l'horizon 2001 ».
Par ailleurs, l'activité se poursuit, notamment au Québec à travers les travaux du poète Gilles Petitclerc et de Pierre Boulay avec la publication de leur revue La Tortue-Lièvre, ou, à Paris, de celle de Richard Walter, fondateur de la revue Infosurr(organe d'informations sur le surréalisme et ses alentours).
Le peintre Jean-Claude Charbonel a organisé deux expositions à Saint-Brieuc (Bretagne) : « 26 images du mouvement Phases » (galerie Frédéric Thibault), en septembre 2002, et « Phases à l'ouest », en hommage à Édouard Jaguer, en mars et avril 2008.
Le peintre et écrivain Freddy Flores Knistoff fut également un ami d’Édouard Jagger et de Roberto Matta. Vivant à Amsterdam depuis 1985, Knistoff est un membre actif du mouvement Phases qui a exploré l'automatic painting au sein du groupe New Cobra et produit également de nombreux livres d'artistes.

## Principaux auteurs et artistes

### France
Edouard Jaguer
Anne Ethuin
Claude Tarnaud
Jean Thiercelin
Jehan Mayoux
Francis Picabia
Daniel Abel
Pierre Vandrepote
Jean-Pierre Vielfaure
Claude Viseux
Pierre Demarne

### Belgique
Jacques Lacomblez
Pierre Alechinsky
Camille Bryen
Achille Chavée
Jacques Zimmermann
Marie Carlier

### Argentine
Julio Llinas
Julio Cortazar

### Italie
Sergio Dangelo
Emilio Scanavino
Gianni Dova
Guido Biasi
Enrico Baj
Lucio Fontana

### Autres pays
Corneille
Asger Jorn
Karl-Otto Götz
Konrad Klapheck
Wifredo Lam
Freddy Flores Knistoff
Wilhelm Freddie

## Sources externes
1. Poésie et peinture, l'impensé imaginable, (1) La revue PHASES, une avant-garde souterraine et libre. Pierre Vandrepote
2. Le surréalisme révolutionnaire, mémoire de DEA de Karine Guihard,1998. Lire la conclusion (pp 63 à 65).